# Raphaël de Noter
Œuvres principales
Manuel pratique et industriel des conserves alimentaires : légumes, fruits, viandes et poissons.
Les orangers, citronniers, cédratiers et autres aurantiacées à fruits comestibles
La Bonne cuisine aux colonies
Raphaël de Noter (1856-1936) est un agronome et botaniste belge naturalisé français en Algérie. Il fut enseignant et auteur prolifique de monographies sur les fruits, les légumes et diverses plantes cultivées, le jardinage et la cuisine ainsi que de petites comédies et vaudevilles et de deux dictionnaires.

## Biographie
Raphaël-Ferdinand de Noter est un fils du peintre David de Noter (Gand 1818 - Bologhine 1892) né le 3 (le 1er selon certaines sources) novembre 1856 à Schaerbeek (Belgique). Il fit ses études en France, vécu en Algérie puis en France ou il fut professeur de botanique et directeur du Jardin botanique d'acclimatation de Boudy.
De 1888 à 90 il donne des conférences sur des thèmes agricoles. Il fonde la Société d'Horticulture d'Alger en 1891. Il acquiert une notoriété en 1905 avec son introduction de l'Hélianthi puis en publiant une brochure sur ce type de topinambour méconnu. Il consacre ses années en Algérie à des publications agricoles et agronomiques dont 2 livres sur le dattier et l'oranger. Installé à Paris après 1900, il double cette activité en co-écrivant des vaudevilles et aussi des dictionnaires. Ses intérêts évoluent vers les légumes, les fruits et leur cuisine successivement dans les colonies et dans le monde entier, ses publications visent alors un large public. 
Il est un contributeur à la mode de la gastronomie et des plantes cultivées exotiques: La Bonne cuisine aux colonies (1931) avec 400 recettes des 5 continents est la première compilation qui donne un aperçu de la diversité des usages culinaires liée au monde colonial. Elle parait l'année de l'exposition coloniale internationale de Paris avec 2 autres ouvrages fondateurs:  La Cuisine exotique chez soi de Charlotte Rabette, Cuisine coloniale: les bonnes recettes de Chloé Mondésir d’Anne Quérillac.
Il est mort le 3 mars 1936 à Nice.

## Distinctions et récompenses
- Chevalier du Mérite Agricole, Mérite Agricole de Belgique,
- Commandeur du Nicham Ijtikar de Tunisie, Officier de l'Ordre Alaouite du Maroc,
- Lauréat des Sociétés d'Acclimatation de France et de la Société d'horticulture de France[9],
- Prix Nobel de Physiologie des végétaux (1912)[1].Raphaël de Noter dans Fon Fon (mai 1913)

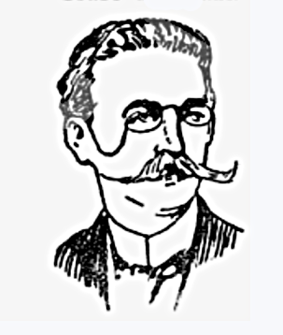
Raphaël de Noter dans Fon Fon (mai 1913)

## Publications

### Livres
- Préface de Charles Rivière (directeur du Jardin du Hamma à Alger). Les palmiers de serre froide, leur culture dans la zone méditerranéenne et dans le nord de l'Europe. Paris, O. Doin et fils. 150 pp. 1895; réed. Doin 1910[10], Bnf - Hachette livre 2016.

- Avec la collaboration de Chouvet, Charles Rivière, Félix Sahut, Joseph Paquet. Les orangers, citronniers, cédratiers et autres aurantiacées à fruits comestibles : leur culture dans toutes les parties du monde et dans le nord. Paris, Octave Doin - Librairie agricole, 1896[11], réed. Paris, Société d'éditions géographiques, maritimes et coloniales. 210 p. 1926[12],L'auteur donne la classification des Citrus de Charles Rivière (chap. 2)

- Les dahlias. Propagation, culture, conservation, etc. Ouvrage pratique illustré de nombreuses gravures inédites de l'auteur. Paris. Le Bailly et O. Bornemann, S. Bornemann, Succ. 67 pp. 1904?'
- Légumes et fruits des cinq parties du monde. Paris, Gauthier-Villars, 176 pp. 1923 (Tome I les légumes, tome II : Les fruits),
- Nos bons légumes Comment on les cultive, mange et met en conserve. Paris  Garnier Frères, 176 p. 1924, Réed. Bnf. Hachette Livre, 2019
- A. B. C. D. de la taille des arbres fruitiers. Principes de la taille. Comment on soigne les arbres fruitiers dans toutes les régions du Nord et du Midi de la France et dans l'Afrique du Nord. Paris. Garnier frères. 110 pp. 142 dessins. 1924
- Le verger colonial. Guide pratique à l'usage des colons des pays chauds .Paris, Société d'Editions Géographiques Maritimes et Coloniales, 176 pp. 1925,
- Préface de Paul Reboux. La Bonne cuisine aux colonies : Asie, Afrique, Amérique. 400 recettes exquises ou pittoresques. Paris, L'Art Culinaire. 184 p. 1931, réed. Nouv. éd. latines 2008, 2011,

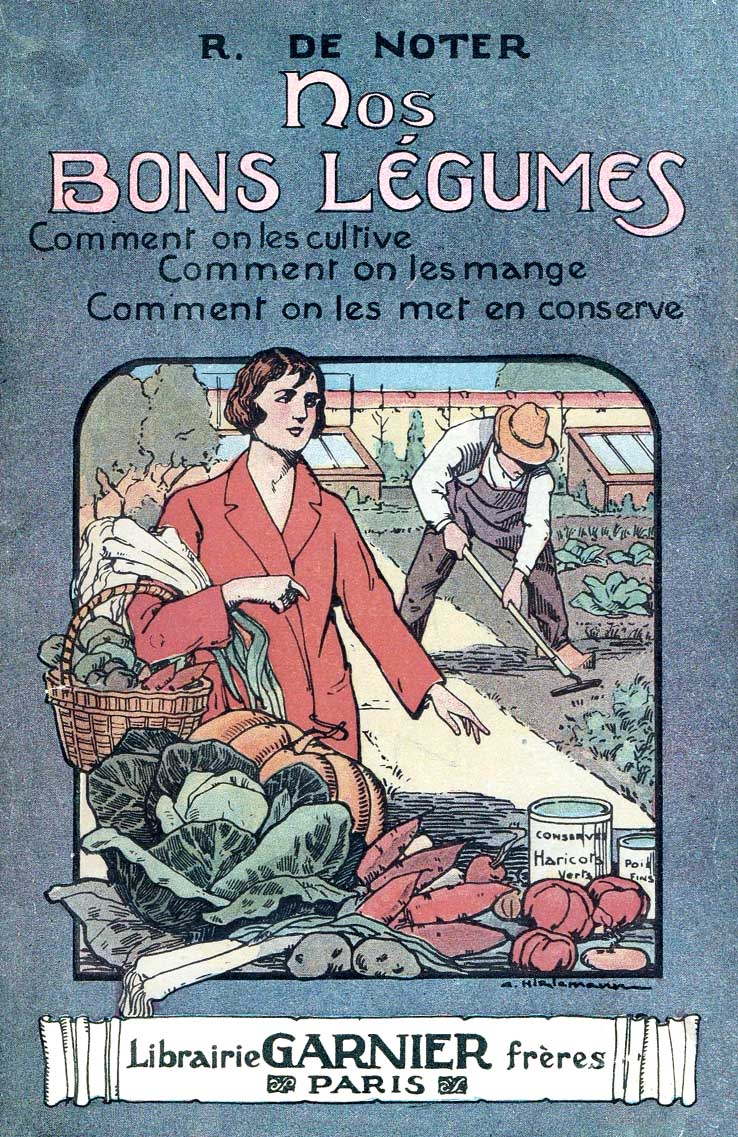
Nos bons légumes (1924), ill. Charles Hildemann

### Monographies

#### Non datés antérieurs à 1888[14]
- La mosaiculture. Notice historique du choix des plantes, préparation du sol, description des plantes, etc. Paris, Le Bailly. 36 pp. [186?], réed. 1890,

- Les Bégonia tuberculeux, ligneux et herbacés, leur culture en serre et leur emploi dans la décoration des jardins. Paris, Le Bailly, 34 pp.
- Les champignons sauvages comestibles : moyens de les reconnaître, de les conserver suivi des champignons vénéneux. Paris, Le Bailly, ed. O Bornemann. Réed. S. Bornemann, 1939,
- Le champignon cultivé, Culture pratique du champignon sur couche. Paris, Le Bailly, O. Bornemann. 34 pp. 1942, réed. S. Bornemann, 1955,
- L'escargot, son histoire, ses mœurs, son élevage recettes culinaires. 22 pp. Réed L'Escargot et son élevage en parc ou escargoticulture. Paris,O. Bornemann, 1909, L'héliciculture; élevage et industrie de l'escargot. Manuel pratique de la plus rémunératrice des industries agricoles modernes, gros revenus sans peine et presque sans frais. Paris, Albert Méricant 190 pp. 1911, 1988.

- Petit traité de fécondation artificielle, manière d'appliquer le pollen, son action.
- Les Plantes bulbeuses et leur culture. Paris, O. Bornemann. 35 pp. Réed. Paris Bornemann.1937,
- La Taille des arbres fruitiers : principes généraux de la taille, étude des ramifications, conduite des arbres fruitiers. Paris, Le Bailly, O. Bornemann. 35 pp.'
- Le Chrysanthème. Les meilleurs procédés de culture. Multiplication. Son emploi dans l'ornementation des jardins. Paris, S. Bornemann. 36 pp. Réed. 1896,
- Tracé des petits jardins, création et plantation, forme des massifs et des talus, arbustes, arbres, etc. réed. Le Tracé des petits jardins, guide des petits propriétaires, travaux de nivellement, tracé des allées en coteau et en plaine, etc. Le Bailly, 35 pp. 1897. Réed. S. Bornemann, 1939.

#### Postérieurs à 1888
- Arbres fruitiers et plantes officinales exotiques à acclimater en Algérie. Alger, Imp. Fontana et Cie. 39 p. 1883[15],
- Étude synoptique sur l'horticulture en Algérie (particulièrement à Alger). Alger. impr. P. Fontana, 1890,
- Le jardin algérien. Manuel du jardinier fleuriste et de L'amateur des jardins. Alger. impr. Giralt. 1890.
- L'Hybridation des plantes. Paris Librairie des sciences agricoles, Charles Amat Editeur, 179 pp. 1890,
- Melons, courges et concombres; leur culture en pleine terre et forcée dans le Nords, le Midi et l'Algérie. Paris, O. Bornemann, 36 pp. 1901, réed. 1926[16],
- La Greffe. Paris, O. Bornemann, 36 pp. 1902, réed. 1952[17],
- L'Àne et le mulet, élevage, entretien, nourriture, etc. O. Bornemann. 1902,
- Le Fraisier: Culture pratique en pleine terre et forcée. Paris, S. Bornemann, 36 pp.
- Les Eucalyptus, culture, exploitation, industrie, propriétés médicinales. Paris, Augustin Challamel, 120 pp. 1912[18],

- La grenouille; élevage pratique en plein champ et en parc. Paris, J. Lamarre et cie. 1913,

### Vaudevilles
- M. D'Juin et R. de Noter. Quel coquin d'amour. 1897[19],
- R. de Noter et Gustave Béranger. Le perroquet, folie vaudeville en un acte. Dijon imp. Darantière. 16 p; 1897,
- Émile. Bessière et R. de Noter. La Troisième du trois, fantaisie militaire en 1 acte. Paris, C. Joubert, 1900[20],
- Émile Bessière et R. de Noter. Les Noces de Lambiston, fantaisie militaire en 1 acte. Paris : C. Joubert, 1901,
- Charles Dodeman et R. de Noter. La Chemise de l'homme heureux, comédie en 1 acte. Toulouse. F. Laclau aîné, 1902,
- Charles Dodeman et R. de Noter. L'Ut de poitrine, comédie-bouffe en un acte. Paris : Librairie d'éducation nationale,
- Charles Dodeman et R. de Noter. Le Procès-Verbal de Capitaine. A. Picard et Kaan, 36 pp. 1902,
- Charles Dodeman et R. de Noter. Ces Amours d'enfants, comédie bouffe en 1 acte. Toulouse. F. Laclau aîné, 1902,
- Charles Dodeman et R. de Noter. Le Cambrioleur. Toulouse. F. Laclau aîné, 1902,

- R. de Noter et R. Parolier. Le Bandit couronné, Paris. Hayard (Chanson d'actualité)[21].

### Dictionnaires
- R. de Noter, H. Lécuyer et P. Vuillermoz. Les synonymes. Alger F. Rieder et Cie, Blida Librairie A.Maugin. 416 p. 1921[22],
- Préface de Paul Burani. Dictionnaire Français-Argot et des Locutions Comiques, Paris, Albert Mericant.117 pp. 1901,
- R. de Noter et P. Vuillermoz. Dictionnaire des synonymes, Répertoire des mots français usuels ayant un sens semblable, analogue ou approché. Vers 1900? Réed. Paris, Presses universitaires de France, 283 pp. 1953.

## Anthologie
- Lucien Coquet. Commerce extérieur dans Livret d'or de la gastronomie française. Paris, Austin de Croze Salon d'automne 1924[23].

« Efforçons-nous de tirer de notre domaine colonial un plus grand nombre de produits exotiques, dont nous sommes actuellement tributaires de l’étranger : cacao, thé, café, poivre, sucre de canne, riz, manioc, arachide, et tous les fruits exotiques que nous consommons à peine ou même pas du tout. Apprenons à faire entrer ces produits exotiques d’une façon plus étendue et plus variée dans la consommation journalière par la vulgarisation d’un certain nombre de recettes culinaires coloniales. Il appartiendra au Salon de l’an prochain de s’efforcer, si ses organisateurs le veulent bien, de créer une Section de Cuisine Coloniale, présente dans un cadre exotique qui, j’en suis persuadé, aurait un grand succès.
Nos colonies s’enrichiront en devenant des fournisseurs plus importants de la Métropole; ce qu’elles gagneront en nous fournissant une plus grande quantité de produits manufacturés français. C’est par centaines de millions que ces échanges entre la Métropole et les colonies devraient progresser chaque année. »